# Land- und Stadtgericht Pillkallen
Das Land- und Stadtgericht Pillkallen war von 1824 bis 1849 ein preußisches Land- und Stadtgericht mit Sitz in Pillkallen.

## Geschichte
In Pillkallen bestand bis 1824 das Stadtgericht Pillkallen und das Kreisjustizamt Pillkallen. 1824 wurde daraus das "Amts- und Stadtgericht" Pillkallen gebildet. Es war ein Untergericht 2. Klasse, also nicht kollegial, sondern nur mit einem Richter besetzt, im Sprengel des Oberlandesgerichts Insterburg. Anfang Februar 1831 wurde allen im OLG-Bezirk Insterburg noch als Amts- und Stadtgericht bezeichnete Untergerichte in Entsprechung der Allgemeinen Gerichtsordnung die Benennung „Land- und Stadtgericht“ beigelegt.
Sein Gerichtsbezirk umfasste 1837 die Stadt Pillkallen mit 1673 Gerichtseingesessenen und 160 Ortschaften mit 15.562 Gerichtseingesessenen (zusammen also 17.235 Gerichtseingesessene). Am Gericht waren ein Land- und Stadtrichter, ein Assessor und vier weitere Mitarbeiter beschäftigt.
Neben den Königlichen Gerichten 
Ab 1. Januar 1839 wurde das Gericht durch etatmäßige Einrichtung einer dritten Richterstelle zum "kollegial formierten Untergericht".  
Nach der Märzrevolution 1848 in Berlin wurden 1849 im rechtsrheinischen Preußen einheitlich Kreisgerichte gebildet. Aus den Land- und Stadtgerichten in Pillkallen und in Schirwindt entstand das Kreisgericht Pillkallen.